# Louisville and Nashville Railroad

Logo der Louisville and Nashville Railroad

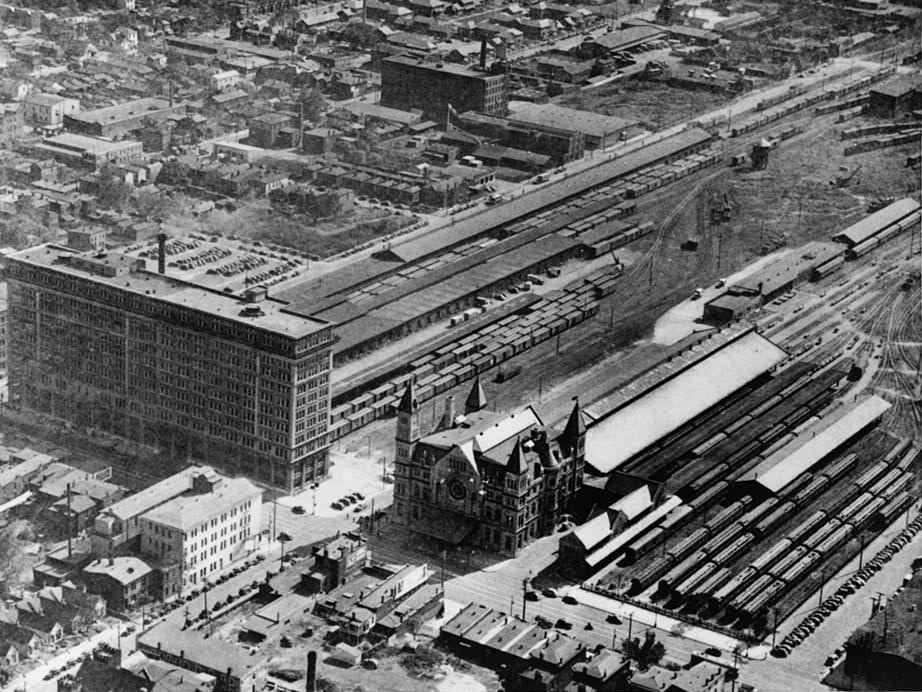
Endbahnhof Louisville mit dem Hauptsitz der L&N (das Hochhaus links).

Die Louisville and Nashville Railroad (LN, L&N) war eine Class-I-Bahngesellschaft in den Vereinigten Staaten mit Sitz in Louisville (Kentucky). Sie wurde 1850 in Kentucky gegründet und betrieb ein umfangreiches Eisenbahnnetz in Kentucky, Tennessee und Alabama und erreichte auch die umliegenden Bundesstaaten mit einzelnen Strecken. Die wichtigsten Hauptstrecken verliefen von Cincinnati über Louisville, Nashville und Birmingham nach New Orleans, von Cincinnati über Knoxville nach Atlanta, von St. Louis und Chicago über Nashville nach Atlanta sowie von Nashville nach Memphis. 1982 fusionierte die L&N mit der Seaboard Coast Line Railroad zur Seaboard System Railroad, die ihrerseits später in der CSX Transportation aufging.

## Geschichte

### Anfangszeit bis zum Sezessionskrieg
Am 5. März 1850 wurde die Bahngesellschaft in Kentucky offiziell gegründet, die Bauarbeiten hatten bereits vorher angefangen. Sie erhielt von den Bundesstaaten Kentucky und Tennessee die Konzession zum Bau und Betrieb einer Eisenbahnstrecke zwischen ihren namensgebenden Städten sowie Abzweigen nach Lebanon und Memphis, durfte aber nicht in die Stadt Nashville einfahren. Der Endbahnhof musste daher auf der dem Stadtzentrum gegenüberliegenden Seite des Cumberland River liegen. Im März 1850 wurde der erste Abschnitt zwischen Louisville und Lebanon Junction eröffnet, von wo aus im November 1857 eine Zweigstrecke nach Lebanon (Kentucky) in Betrieb genommen wurde. Erst im August 1859 ging der Abschnitt von Nashville nach Bowling Green in Betrieb, bevor am 1. November 1859 die Gesamtstrecke offiziell eröffnet wurde. Im April 1861 stellte man die Zweigstrecke von Bowling Green nach Memphis fertig, nachdem bereits im September des Vorjahres der Verkehr auf Teilstrecken aufgenommen worden war. Der Abschnitt bis zur Grenze nach Tennessee gehörte der L&N, die Strecke von dort bis Paris der Memphis, Clarksville and Louisville Railroad und der Abschnitt westlich von Paris der Memphis and Ohio Railroad. Als Spurweite wählte man für das gesamte Netz, wie in den Südstaaten üblich, die Russische Breitspur (5 Fuß bzw. 1524 mm).

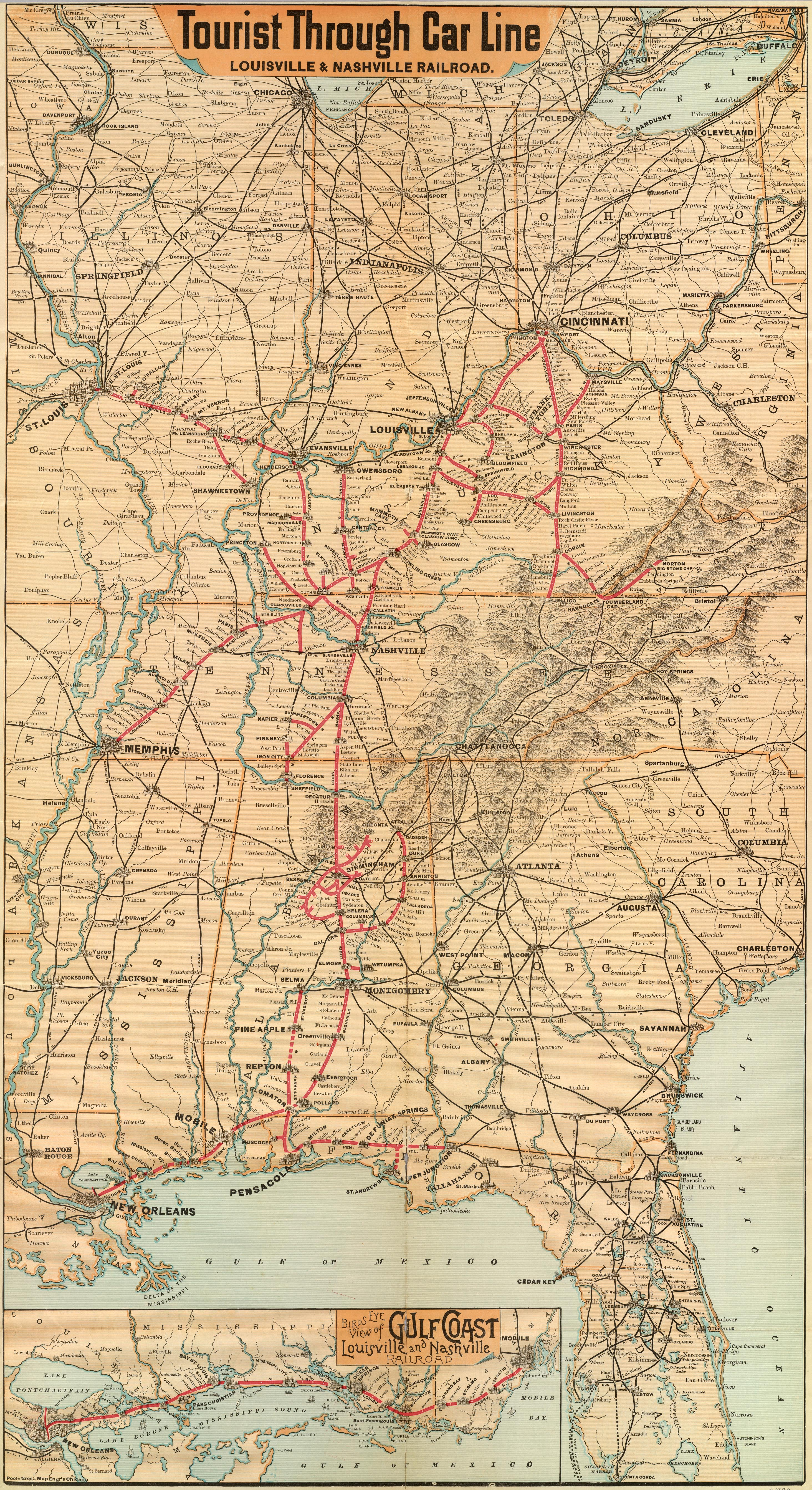
Streckennetz (ca. 1890)

Während des Sezessionskrieges von 1861 bis 1865 war das Netz der L&N zwischen Nord- und Südstaaten geteilt, da Tennessee zu den Konföderierten Staaten gehörte und Kentucky bei den Vereinigten Staaten verblieb. Aus diesem Grund wurde, vor allem in den ersten beiden Kriegsjahren, die Strecke durch die Kriegshandlungen stark beschädigt. Der Betrieb wurde soweit es möglich war aufrechterhalten und in vollem Umfang nach Kriegsende wieder aufgenommen. 1865 erwarb die L&N die Bardstown and Louisville Railroad mit ihrer südlich von Louisville von der Hauptstrecke abzweigenden Bahn nach Bardstown. Bereits ab Eröffnung dieser Strecke am 24. Februar 1860 hatte die L&N den Betrieb geführt.

### Weiterer Netzausbau bis zum Ersten Weltkrieg

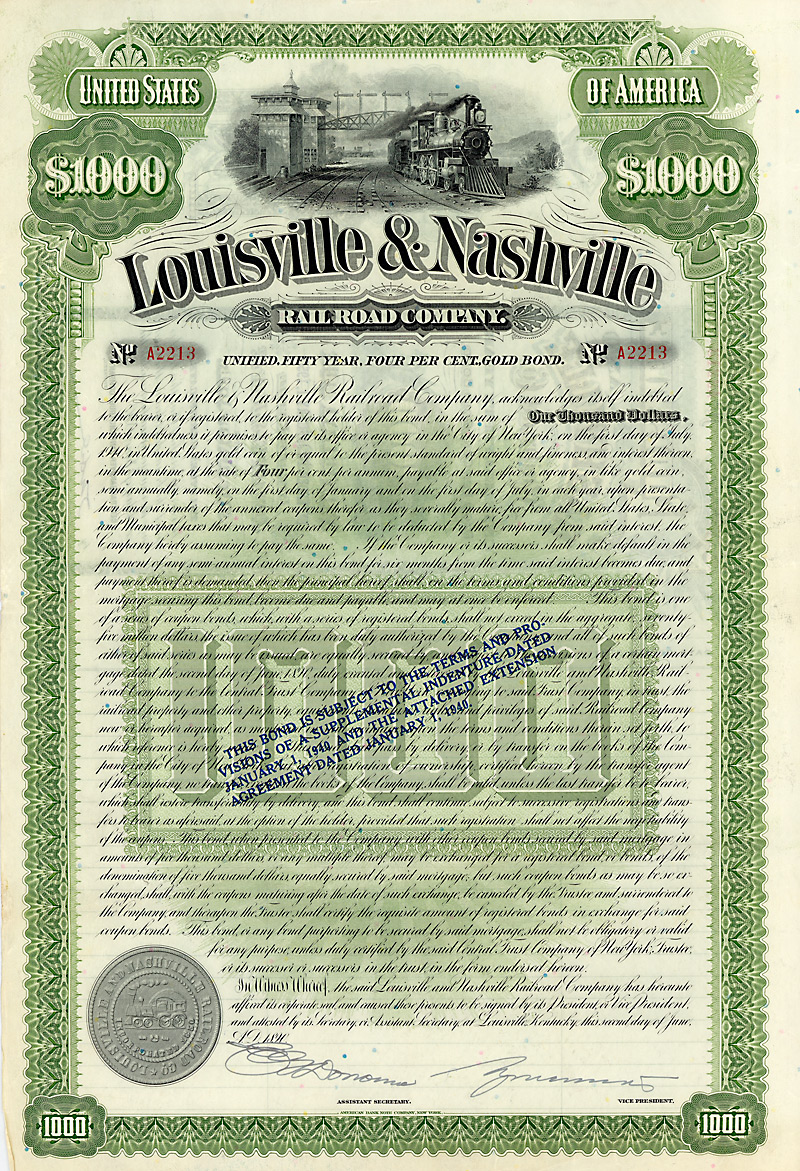
Gold Bond über 1000 $ von der Louisville & Nashville Railroad vom 2. Juni 1890

Der Abzweig nach Lebanon wurde nach Kriegsende sukzessive in Richtung Osten verlängert. Im Juli 1866 war Crab Orchard erreicht, im Januar 1868 Brodhead, im November 1868 Mount Vernon, im Juli 1870 den Rockcastle River und im September 1870 Livingston. Ebenfalls 1868 ging eine Zweigstrecke von dieser Bahnstrecke nach Richmond in Betrieb.
Ab dem 1. September 1867 pachtete die Louisville&Nashville die Memphis&Ohio und übernahm am 17. Februar 1868 die Betriebsführung auf der Memphis, Clarksville&Louisville. Am 2. Oktober 1871 fusionierte die L&N zuerst mit der MC&L, und am 9. Oktober 1872 auch mit der Memphis&Ohio. Damit war die gesamte Strecke bis Memphis in Besitz der L&N.
Am 1. Juli 1872 pachtete die Louisville&Nashville die Nashville and Decatur Railroad, deren Hauptstrecke die südliche Verlängerung der L&N-Hauptstrecke nach Decatur darstellte. Noch im selben Jahr wurde diese Strecke bis Montgomery verlängert.
Die Evansville, Henderson and Nashville Railroad und die Edgefield and Kentucky Railroad wurden im März bzw. April 1879 aufgekauft, womit sich das L&N-Netz bis Evansville ausdehnte. 1880 erreichte das Netz schließlich Pensacola und New Orleans durch den Kauf der Montgomery and Mobile Railroad, Mobile and Texas Railroad, Pensacola Railroad und Pensacola and Selma Railroad. Außerdem pachtete die L&N die Western Railway of Alabama. In den 1870er Jahren wurden daneben weitere kleinere Bahngesellschaften in Kentucky, Tennessee und Alabama gepachtet oder gekauft, wodurch sich das Netz in diesen Bundesstaaten verdichtete. Kurz darauf erwarb die L&N 55 % der Anteile an der Nashville, Chattanooga and St. Louis Railroad, die zu einem gefährlichen Konkurrenten geworden war. Sie kaufte die Strecke Evansville–East St. Louis von dieser Gesellschaft und gliederte sie in ihr Netz ein.
Am 1. November 1881 erwarb die L&N die Louisville, Cincinnati and Lexington Railway und erreichte auf diese Weise Cincinnati. Die Strecke dieser Gesellschaft war in der ungewöhnlichen Spurweite von 1454 Millimetern gebaut worden. Wie in den ganzen Südstaaten wurde jedoch in den darauffolgenden Jahren das gesamte L&N-Bahnnetz auf die Spurweite von 4 Fuß 9 Zoll (1448 mm) umgestellt.
Die Kentucky Central Railway konnte am 1. Februar 1891 erworben werden. Sie betrieb eine Hauptstrecke von Cincinnati nach Livingston, die an beiden Enden mit dem L&N-Netz verbunden war und eine Zweigstrecke von Lexington über Frankfort nach Maysville. 1902 erreichte die L&N Georgia durch den Aufkauf der Knoxville Southern Railroad und der Marietta and North Georgia Railroad. Im selben Jahr war die südliche Verlängerung der ehemaligen Kentucky-Central-Strecke nach Knoxville eröffnet worden. Die neuerworbene Strecke in Georgia führte bis Marietta wenige Kilometer vor Atlanta. Sie war sehr kurven- und steigungsreich, was die L&N dazu veranlasste, eine Strecke parallel dazu zu bauen. Diese Neubaustrecke ging 1906 in Betrieb und war deutlich schneller befahrbar. Damit war das Netz der Louisville&Nashville weitgehend fertiggestellt. Bereits um 1900 war das gesamte Netz auf Normalspur umgebaut worden.

### Der Weg zur Seaboard System Railroad

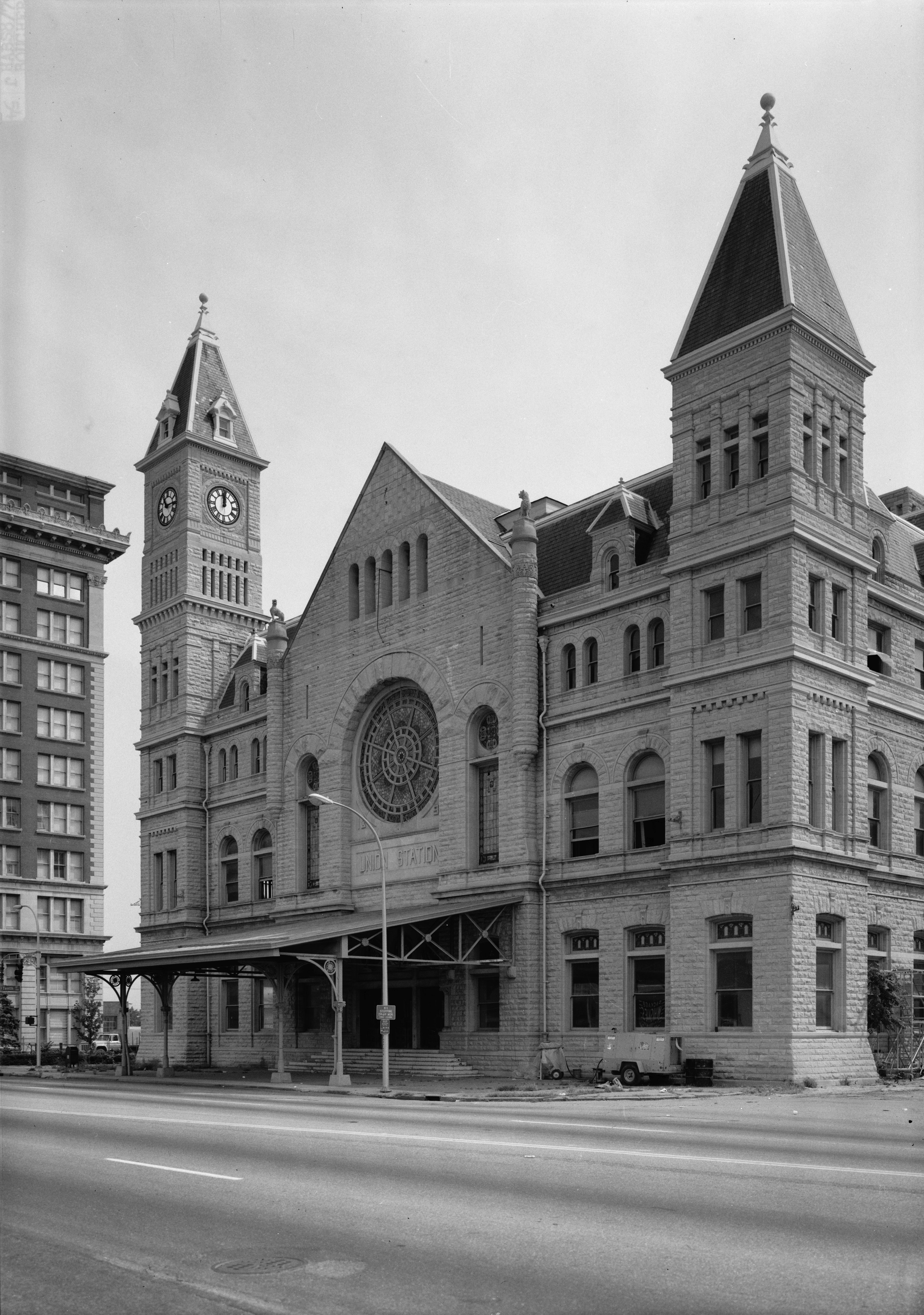
Louisville Union Station

Bereits 1898 verpachtete die L&N 50 % ihrer eigenen Pachtanteile an der Georgia Railroad, der Western Railway of Alabama und der Atlanta and West Point Railroad an die Atlantic Coast Line Railroad (ACL). 1902 erwarb die ACL 51 % der Anteile der Louisville&Nashville. Im selben Jahr erwarb die L&N zusammen mit der Southern Railway die Chicago, Indianapolis and Louisville Railroad, die jedoch weiterhin eigenständig den Betrieb auf ihrem Netz führte.
Beginnend Anfang der 1940er Jahre stellte die Louisville&Nashville ihren Lokomotivpark bis 1956 vollständig auf Dieselloks um. Außerdem setzte die Bahngesellschaft ab 1946 Stromlinienzüge im Personenverkehr ein. Der Humming Bird verkehrte auf der Nord-Süd-Hauptstrecke von Cincinnati über Louisville, Montgomery nach New Orleans. Der Georgian fuhr von Chicago und St. Louis nach Atlanta. Außerdem verkehrten mehrere Expresszüge anderer Bahngesellschaften über das L&N-Netz.
Am 30. August 1957 fusionierte die L&N mit ihrem früheren Konkurrenten, der Nashville, Chattanooga and St. Louis Railroad, nachdem die Gesellschaft die noch verbleibenden Anteile gekauft hatte. 1969 erreichte das L&N-Netz Chicago. Die Bahngesellschaft erwarb die Bahnstrecke von Evansville nach Woodland (Illinois) von der Chicago and Eastern Illinois Railroad. Außerdem kaufte die L&N die Strecke von Nashville nach Crossville (Tennessee) von der in Auflösung befindlichen Tennessee Central Railroad. Die Monon Railroad wurde 1971 in die L&N eingegliedert.
Am 29. Dezember 1982 fusionierte die L&N mit der Seaboard Coast Line Railroad, ihrerseits Produkt der Fusion der ACL und der Seaboard Air Line Railroad. Die neue Bahngesellschaft erhielt den Namen Seaboard System Railroad, die Louisville and Nashville Railroad wurde gleichzeitig aufgelöst. Heute gehört das L&N-Netz der CSX Transportation, die aus der Seaboard System Railroad hervorgegangen war.

## Präsidenten der L & N
- 27. September 1851 bis 2. Oktober 1854: Levin L. Shreve
- 2. Oktober 1854 bis 2. Oktober 1860: John L. Helm
- 2. Oktober 1860 bis 11. Juni 1868: James Guthrie
- 11. Juni 1868 bis 8. Oktober 1868: Russell Houston
- 8. Oktober 1868 bis 18. August 1874: H. D. Newcomb
- 18. August 1874 bis 6. Oktober 1875: Thomas J. Martin
- 6. Oktober 1875 bis 24. März 1880: E. D. Standiford
- 24. März 1880 bis 1. Dezember 1880: H. Victor Newcomb
- 1. Dezember 1880 bis 26. Februar 1881: E. H. Green
- 26. Februar 1881 bis 19. Mai 1884: Christopher Columbus Baldwin
- 19. Mai 1884 bis 11. Juni 1884: J. S. Rogers (Interimspräsident)
- 17. Juni 1884 bis 6. Oktober 1886: Milton H. Smith
- 6. Oktober 1886 bis 9. März 1891: Eckstein Norton
- 9. März 1891 bis 22. Februar 1921: Milton H. Smith
- 17. März 1921 bis 3. Februar 1926: Wible L. Mapother
- 23. März 1926 bis 17. November 1934: Whitefoord R. Cole
- 17. November 1934 bis 1. Juli 1950: James B. Hill
- 1. Juli 1950 bis 1. April 1959: John E. Tilford
- 1. April 1959 bis 1. April 1972: William H. Kendall
- 1. April 1972 bis 17. September 1978: Prime F. Osborn III (als Präsident und Chairman der Seaboard Coast Line)
- 18. September 1978 bis 10. Oktober 1980: Richard D. Spence
- 11. Oktober 1980 bis 29. Dezember 1982: Philip M. Lanier